# ダメおやじ
『ダメおやじ』は、古谷三敏とファミリー企画の日本のギャグ漫画、1974年の日本のテレビアニメ、1973年の日本の映画。
『週刊少年サンデー』（小学館）にて、1970年43号から1982年30号まで連載された。第24回（昭和53年度）小学館漫画賞少年少女部門受賞。

## 概要
もともとは全8回の短期連載の予定だったが、爆発的な人気を得て、12年にも及ぶ長期連載を果たした経緯を持つ。
単行本は曙出版からアケボノコミックスとして全21巻、小学館から少年サンデーコミックスとして全18巻が刊行された。曙出版刊行版の続きが小学館刊行版となっており、両者間に二重収録は無い。社長就任後のいわゆる「マイウェイ編」は小学館刊行版の第4巻以降となる。また双葉社からも双葉文庫として傑作選が刊行されたが、収録作品のほとんどが社長就任後の話であり、この作品を世に広めたいわゆる前編は「地獄のオニババ編」として1巻にまとめられている。上記書籍はいずれも絶版となっているが、現在は電子書籍（地獄のオニババ編全24巻・マイウェイ編全15巻。2017年12月以降はアケボノコミックス版が『元祖ダメおやじ』と改題されたバージョンと小学館刊行版のフルコピーに切り替え）として出版されている。
アケボノコミックスに収録されている漫画は原則としてオリジナルサブタイトルを記載しているが、本作は第3巻までは「第〇悲話」という独特のサブタイトルを記載し、第4巻から通常通りのサブタイトルを記載している。電子書籍版では第3巻までは通算した「第〇悲話」、そして第4巻からアケボノコミックスと同じサブタイトルを記載している。
なお、原作者のクレジット表記は、曙出版版では「古谷三敏 フジオ・プロ」、少年サンデーコミックス版では「古谷三敏 ファミリー企画」となっている。ただしアケボノコミックスの原作者クレジットは古谷のフジオプロ脱退と同時に「古谷三敏 ファミリー企画」とクレジットが変わっている。
また、1974年度にはテレビアニメ化に伴うタイアップで小学館の学年誌に『ダメおやじとタコ坊』のタイトルで連載され、アケボノコミックスにも収録されている。
1999年には『ダメおやじ〜平成版〜』が「20世紀最大の読み切りシリーズ」の1作として『週刊少年サンデー』に読み切りで掲載された。

### 赤塚不二夫の関与
連載開始当初は赤塚不二夫のアシスタントと掛け持ちであり、古谷を「アイデア会議」に参加させるためとして赤塚がネームを代筆していた。赤塚は後にエッセイやテレビ（『徹子の部屋』など）でも代筆を公言していたが、それと同時に、同作に人気が出たのは古谷が本格的に描くようになって古谷独特の味が出て以降とも語っている。
なお、赤塚作品を歌でフィーチャリングしたアルバム「赤塚不二夫ソングブック」にも「ダメおやじ」の歌が収録されている。ただし、この歌は赤塚が作詞したもので、テレビアニメの主題歌とは異なる別の作品である。
赤塚作品の中には、ダメおやじがクロスオーバーおよび客演したのが一種ずつある。クロスオーバーは、1970年 - 1971年に『週刊少年サンデー』に連載した『ぶッかれ＊ダン』の最終2話に、ダメおやじ一家がダン・アイちゃん・ゲスペタと共演するもの。客演は『週刊ぼくらマガジン』版『天才バカボン』の「BAKA型の輸血なのだ」で、「どうせわたしはダメですよ」と言いながらダメおやじが登場するというもの。また扉のみでは、『レッツラゴン』の扉で、サーフボードに扮したベラマッチャにゴンとおやじが乗っているまねをして、ダメおやじの上にオニババとタコ坊が乗っている。
なお、赤塚は、集英社文庫『人生これでいいのだ!!』の「弟子を育てるコツ」（104-106頁）にて、「女房と子供がオヤジをイジめるなんて作品、ウケるのかな」と悩んでいた古谷に、「やるんだったら徹底的にイビリまくったほうがいいよ」とアドバイスした、ということを明かしている。

### 時代背景
作者自身によると、作品の内容が変わったことについては「連載が始まって10年ほど経った時、妻から『まだ描いてたの?』と言われ、10年間全く変わらなかったダメおやじ一家の設定を変えてみようと思った」と発言している。またオイルショック以降、現実が漫画を追い越したような異常事件が次々に起きたことから「社会がぼくの漫画を追い越してしまった。だから、路線変更せざるを得なかった」ともインタビューで告白している。

## あらすじ
ダメおやじこと雨野ダメ助（以降ダメおやじと記す）は、ドジでバカとまるでいいところがない。会社では無能と蔑まれ、家に帰れば稼ぎが悪いとオニババこと妻冬子（以降オニババと記す）に虐待され、挙句に娘の雪子や息子のタコ坊にまで馬鹿にされる。
彼は帰宅するたびに玄関の戸に祈る……「神さま、お願いです。この戸のむこうに平和がありますように!!」と。だが彼が望むのは、家族の安全や幸福ではない。彼自身の安全と安息である。ただ、そのあまりにも哀れな願望は、ひとたび玄関の敷居をまたぐとあっという間に打ち砕かれ、いつものようにオニババ、タコ坊、雪子にいじめられる。食事抜きなど当たり前、殴る蹴るも日課のごとく。だがそれでも、ダメおやじは家族のために働くのを止めようとしない。辞めればどんな酷い虐待が待っているか知れたものではないからだ。
やがてダメ生活から競馬競輪に嵌り、見せしめのため知床に左遷され、原野を放浪した末気が狂い、あれだけ痛めつけてきたオニババも哀れむようになる。その後、ふとした出会いから、大財閥令嬢大和ヒミコにその心の温かさを買われ、人生のパートナーとして大会社ダメおやじ株式会社の社長に抜擢され、一大転機を迎える。
社長就任後は、大和じいさんとアウトドア生活や豆腐作りをしながら、独自路線で会社を掻き回し、ダメ時代とは打って変わって成功の連続に。それも彼の人間性による。途中、猛勤務により良妻となったオニババが「お父さん、そんなに頑張らなくても良いんだから」と後押ししたのがきっかけで3か月の休暇を取り、山小屋を自らの手で建設。家族を呼び寄せる。家族が帰ると、地元のツッパリ青年サダオらが転がり込み、楽しい山小屋生活が続くものの、会社から呼び出しがかかり、社長業に戻るが、ネクタイの締め方が分からず、秘書の大熊に叱咤されてしまう。
その後、左遷される役員の代わりに社長を辞任。おんぼろ会社「大躍進株式会社」の社長となる。それを小躍進させ、何でも屋「（株）おてつだい」を起業。といっても売り上げはわずかだが、そこでは様々なくだらない依頼により「人間」を描く。それを足がかりに「HOTELダメおやじ」を開業。初めてのお客様に嬉しさのあまり過剰な接待をし憤慨させる。
ホテル業が軌道に乗ったころ、ヒミコから「ユートピア」について相談を受ける。人類の幸福について考えを及ばせ、最愛の家族にもわけを話さずに放浪の旅に出る。その後は「奥山村」のある空き家に居つき、迷犬「大左エ門」との奇妙な生活に入る。ここでは「二種類語」として鳥や牛も人語をしゃべりまくる。そして、ここで「祥雲」と名乗る奇妙なマセガキと出会うが、この少年は、実はCIAの調査研究員であった。そんな時、ヒミコから連絡が……。

## 登場人物
担当声優はテレビアニメ、OVAの順
雨野 ダメ助 (50)
声 - 大泉滉（テレビアニメ版、OVA版共通）
主人公でダメおやじ。大正生まれ（初期設定）の中年男性。エスエス産業株式会社会社勤務（当初は「株式会社会社」勤務）。会社ではうだつの上がらぬダメ万年 平社員で上司や先輩からは「物」としてしか扱われず、後輩には追い抜かれる等、閑職扱いされているサラリーマン。会社内ですら、ダメおやじと呼ばれている。やや薄毛・出っ歯で両鼻から鼻毛が3本出ている。妻である冬子には頭が上がらず、家庭では家族全員に虐待される哀れな父親。家長の尊厳など微塵もない。ひたすら堪え忍び、僅かな望みを糧に生き延びる哀れな男。たとえ遠くに逃げたり、冬子とタコ坊と雪子が捕まったりしても、なんらかの方法で冬子に追い詰められてしまうハメになり、虐待されるのがオチとなる。タコ坊に似ているという理由でタコ坊に代わり小学2年生の試験を受けさせられたが、クラスでビリになり冬子とタコ坊にボコボコにされたこともある(第7話『みがわりテスト』)。その一方、弱みを握るなど機会があれば、調子に乗って、冬子たちに威張ったり、攻撃することもあり、その時は普段と想像もつかないほどのサディスティックな行動に出る（だいたいはその後、堪忍袋の緒が切れた冬子たちに、さらにひどい目にあわされるのがオチ）。しかし、家族からの叱咤激励の言葉を受ければ、サラリーマンとしての実力を発揮して、仕事で成果を上げる事もある。
先述の『ぶっかれ*ダン』とのクロスオーバー（後編）で、ダン・アイ子夫婦にかくまってもらった時は、「やさしくされたのは12年3か月ぶりだ」と感激した事から、12年3ヶ月間は虐待されっぱなしだった（もっとも、給料日だけは優しくしてもらえるという設定も見られる）。また、普段はオニババを死ねばいいのにと思っている様子が多いものの、オニババを気遣うそぶりも極まれには見られる。
エスエス産業が倒産し、再就職後ヒミコに出会って以降は一転して成功者に転身。人生を謳歌するようになる。アウトドアに造詣が深いが、それは単なる自己満足のセレブ生活ではない。
雨野 冬子
声 - 会田由来（テレビアニメ版第1話〜3話）→西岡慶子（第4話〜11話、13話〜26話）、不詳（第12話のみ代役）、不詳（OVA版）、此島愛子（1979年のCM）
通称「オニババ」。専業主婦。男勝りで乱暴な野蛮人。顔は不細工で体格は肥満。お化け屋敷では、入口でお化けと間違われ、受付の男性をぼこぼこにした。常に眉間にしわを寄せた表情をしている。性格は陰険狡猾で最低最悪。うだつが上がらず稼ぎが悪いダメ助への不満とストレスから、ダメ助をいびり倒すことを趣味としている悪妻。長女の雪子や長男のタコ坊とつるんでダメ助を痛めつけることが多く、2人とも冬子に協力してダメ助を攻撃する。お金に困った時にダメ助に泥棒やひったくりなど残酷なことをやらせようともしていた。ダメ助を大切にしていた夢を見ただけで、本人は嫌な夢と言ってダメ助に八つ当たりする。しかし元々は金持ちの令嬢で、雪子似の美人だった（ブサイクな描写もある）。ダメ助とは駆け落ち婚でもあり、ダメ助が仕事を立派にやり遂げた時やボーナス日などは素直に従順な態度を示すあたりに、ごく僅かながら愛情の裏返しが垣間見える。また原作「人間バーベキュー」で、ダメおやじが鏡餅がのどにつかえて死んだ時（実はダメおやじが自由になりたいために頼んだデマで、鏡餅は取れた）は号泣し、死んでせいせいしたといった雪子とタコ坊を平手打ちしたほど。
また、「夫婦善哉」でダメおやじが課長に昇進するために熱心に仕事を始めた時は普段とは違うお淑やかなふるまいを見せるも、大事な書類を（事故とは言え）汚してしまったことで課長の件を帳消ししてしまう。そして、自分の責任を棚に上げたことでタコ坊姉弟に「ダメオニババ」と罵られ家出してしまい、泥酔していたところをダメおやじに「またやり直そう」と声かけられ謝罪する。
ダメ助がヒミコと出逢い、社長に就任した後は一転して良妻となり温かく支える。お金を手にして良妻となったというよりは、自己主張が出来るようになった夫に安堵したという意味で良妻になった。実際にダメおやじが社長となっても、住む場所は変わったが、中流家庭のマンションのような場所で生活している。
「平成版」では故人になっており、ダメ助の家の近くに墓が作られている。
堀田かつひこの「オバタリアン」のモデルである。
雨野 タコ坊
声 - 雷門ケン坊、不詳（OVA版）
長男。小学生。9月6日生まれ。顔はダメおやじに似ている。日頃の鬱憤を父にぶつけることで晴らしている。学校では同級生にいじめられることが多く、タコ坊をいじめた相手にダメ助が本気になって勝ってタコ坊の仇を取ったが、その親に返り討ちされ負けて、結局頼りないと言われる。基本的には冬子や雪子とともにダメおやじを見下し陰湿な攻撃に加担をするほか、冬子や雪子に対し、ダメおやじを虐待するサディスティックな提案をして褒められるが、家庭内での立場は冬子や雪子に比べると弱い。内心ではダメおやじに理想的な父親像を求めている節もあり、特にアニメではごく稀にではあるが、（冬子や雪子に比べれば）父親であるダメおやじを多少気遣ったり、慕ったりする描写も見られる。
原作およびアニメ初期では父を「ダメおやじ」「おやじ」と呼ぶことが多かったが、途中から「父ちゃん」と呼ぶことが多くなる。ネットでは、ザ・シンプソンズに登場するバート・シンプソンに似ていると言われているほか、小峠英二に似ていると言われることもある。
雨野 雪子
声 - 猪瀬明子（テレビアニメ版第1話〜3話）→長沢和子（第4話以降）、不詳（OVA版）
長女。成人女性で女子大生。両親に似ずスレンダーかつスタイルの良い美人だが、オニババに似て冷酷で凶暴。特に性格的には、冬子以上の残忍さも垣間見られる。基本はオニババやタコ坊と一緒にダメおやじを虐待することが多いが、気に入らないことがあれば2人も容赦なく暴力を振るう。
1975年前後の少年誌全般におけるお色気路線に『ダメおやじ』も乗った際はお色気部門も担当。ダメおやじがヒミコと出逢って成功した後はほとんど登場しなくなる。
ロクベエ
声 - 藪内英喜
中期に登場していた近所の犬。犬なのに言葉を話すことが出来、ダメおやじの話し相手でもある。『天才バカボン』のお巡りさんと同様に目玉が繋がっている。
原作での登場は少ないが、アニメではレギュラーとなり、毎話のラスト、ダメおやじへの励まし役で登場する。
雨野 イカ太郎
次男。作中で誕生し、そのまま成長する。顔は母親似。家族の中では飛び抜けて優秀な頭脳かつ残虐性が高く、物事を醒めた目で見ているところがある。結果として幼子でありながら老獪であり、あまり感情を表に出さない。
ダメおやじが奥山村に居つくと訪ねてきてなぜか名忍者となる。
アニメでは最終回しか登場しない。
大和 ヒミコ
大財閥の令嬢。ダメおやじを気に入り、ダメおやじ株式会社の社長として迎え入れる。
大和じいさん
ヒミコの祖父。すでにリタイアしており、恐ろしい黒幕。ダメおやじを気に入り、渓流釣りに誘うが、断られてすごすご帰らされたりする。
月丘 リン
ユートピアについて真剣に考えている美女。ダメおやじの良き相談相手。
サダオ
ダメおやじが築いた山小屋で働く青年。リーゼント頭だが純情。
カオリ
サダオの旧友。けだるい感じがぬぐえない女性。ぐうたらママに雰囲気が似ている。
メガネさん

マスター

大左エ門
馬鹿犬。寒村の空き家でダメおやじ、イカ太郎と同居する。象を丸ごと食したことがある。
小泉 祥雲
タイムマシンを発明したり、忍者を手下に持つ謎の少年。ドラえもんが好き。
ベラマッチャ
声 - 不明
アニメの24話Bパート「台風騒動」に登場したクマ。元々は赤塚不二夫の漫画作品『レッツラゴン』のキャラクター。ラーメンが大好物。ただし、そのラーメンは本物ではなく、看板のラーメンである。

## テレビアニメ
1974年4月2日から10月9日まで東京12チャンネル（現・テレビ東京）で放送。全26話。原作でいう社長になる前のエピソードのみである。
それまで外国アニメや他局製作のアニメの放送を行ってきた東京12チャンネルにとって初の自社製作アニメシリーズとなる。
1989年には「オバタリアン」ブームに便乗したOVA新作を含むVHSが発売された。なおこの新作アニメパートのみナックではなくサンライズ制作である。第1話と最終回は未収録である。
近畿広域圏では、当時東京12チャンネルとNET系列とのクロスネットであった毎日放送や、同じく東京12の事実上の系列関係にあった独立県域UHF各局（近畿放送、サンテレビジョン、テレビ和歌山など）ではなく、朝日放送が当時TBS系列のローカルセールス枠だった日曜18時 - 18時30分に番組購入して放送、中京広域圏では、中京テレビで放送された。
J:COMオンデマンドのキッズステーション・オンデマンドにて2021年4月より期間限定で配信されている。

### 放送時間
- 毎週火曜19時30分 - 19時56分（1〜13回）
- 毎週金曜19時30分 - 19時56分（14〜24回）
- 毎週水曜19時30分 - 19時55分（25回・26回）[9]

ただし、16回・18回・19回・22回は19時00分 - 19時26分

### スタッフ
- プロデューサー：西条克麿、寺尾征夫（東京12チャンネル）[11]
- 企画：西野清市
- 制作担当：鶴見和一
- 構成：安藤豊弘
- 作画監督：池野文雄、藤井真一、田中英二、村田プロ ほか
- 撮影：煙草俊憲
- 編集：米内山順子
- 彩色設定：今井紀子
- 特殊美術：芝崎素子
- 音楽：Amp
- 選曲：角田圭伊悟
- 音響効果：E&Mプランニングセンター
- 録音スタジオ：番町スタジオ
- 録音調整：原田一男
- 現像：東洋現像所
- 協力：フジオプロ、アートスタジオ
- 制作：ナック、東京12チャンネル[11]

### 主題歌
オープニング - 「ダメおやじの唄」
作詞・作曲・編曲 - すみあきくん / 歌 - 大泉滉、雷門ケン坊、サカモト児童合唱団
エンディング - 「ダメおやじ愛のテーマ」
作詞・作曲・編曲 - 郷悟郎 / 歌 - ペンあんどペンシル
25分放送用。OPは短縮バージョンで、スタッフクレジットは縦書き・手書き風、EDはなし。
30分放送用。OPはロングバージョン、スタッフクレジットは横書き・ゴシック体、EDはあり。

### 各話リスト
| 話数 | 放送日        | サブタイトル             | 脚本     | 演出     |
| ---- | ------------- | ------------------------ | -------- | -------- |
| 1    | 1974年 4月2日 | つかのまのしあわせ       | 安藤豊弘 | 奥本清治 |
| 1    | 1974年 4月2日 | 口は災いのもと           | 吉田進   | 坂口尚   |
| 2    | 4月9日        | 三ッの願い               | 池野文男 | 奥本清治 |
| 2    | 4月9日        | タコ坊のだめがき         | 安藤豊弘 | 坂口尚   |
| 3    | 4月16日       | 魔法の覆面               | 安藤豊弘 | 坂口尚   |
| 3    | 4月16日       | 悲しいくやしい月給日     | 安藤豊弘 | 奥本清治 |
| 4    | 4月23日       | みがわりテスト           | 安藤豊弘 | 坂口尚   |
| 4    | 4月23日       | 恐妻カウンセラー         | 池野文男 | 奥本清治 |
| 5    | 4月30日       | エビフライの家           | 安藤豊弘 | 坂口尚   |
| 5    | 4月30日       | オニババのクラス会       | 安藤豊弘 | 新田義方 |
| 6    | 5月7日        | 自由になりたい           | 安藤豊弘 | 坂口尚   |
| 6    | 5月7日        | 社長賞をください         | 吉田進   | 新田義方 |
| 7    | 5月14日       | お嫁に下さい             | 安藤豊弘 | 新田義方 |
| 7    | 5月14日       | 月も泣いてる男ダメ       | 安藤豊弘 | 坂口尚   |
| 8    | 5月21日       | ガンバラナクッチャ大特訓 | 安藤豊弘 | 坂口尚   |
| 8    | 5月21日       | 悲鳴大作戦               | 安藤豊弘 | 坂口尚   |
| 9    | 5月28日       | ハイキングはダメよ       | 吉田進   | 新田義方 |
| 9    | 5月28日       | かんにんぶくろ           | 安藤豊弘 | 坂口尚   |
| 10   | 6月4日        | さい果のいびり           | 安藤豊弘 | 坂口尚   |
| 10   | 6月4日        | のろいのわら人形         | 安藤豊弘 | 坂口尚   |
| 11   | 6月11日       | タコ坊の日記             | 安藤豊弘 | 坂口尚   |
| 11   | 6月11日       | 石になりたい             | 吉田進   | 新田義方 |
| 12   | 6月18日       | ダメおやじのユリゲラー   | 安藤豊弘 | 坂口尚   |
| 12   | 6月18日       | 夫を出世させる本         | 久保寺犬 | 坂口尚   |
| 13   | 6月25日       | 海は広いな悲しいな       | 安藤豊弘 | 坂口尚   |
| 13   | 6月25日       | はかない夢               | 安藤豊弘 | 坂口尚   |
| 14   | 7月12日       | タコ坊の家出             | 安藤豊弘 | 坂口尚   |
| 14   | 7月12日       | 今に見ておれ             | 久保寺犬 | 坂口尚   |
| 15   | 7月19日       | 罪と罰                   | 加藤修   | 坂口尚   |
| 15   | 7月19日       | ほんもののお化け         | 安藤豊弘 | 坂口尚   |
| 16   | 8月2日        | 超能力大作戦             | 久保寺犬 | 坂口尚   |
| 16   | 8月2日        | 車がほしい               | 吉田進   | 新田義方 |
| 17   | 8月9日        | 顔か心か                 | 久保寺犬 | 坂口尚   |
| 17   | 8月9日        | 同棲時代                 | 安藤豊弘 | 坂口尚   |
| 18   | 8月16日       | ロクベエのダメモデル     | 久保寺犬 | 坂口尚   |
| 18   | 8月16日       | 蒸発ちくわ作戦           | 安藤豊弘 | 坂口尚   |
| 19   | 8月23日       | 通知表大公開             | 安藤豊弘 | 坂口尚   |
| 19   | 8月23日       | 子供心と夏の空           | 久保寺犬 | 坂口尚   |
| 20   | 8月30日       | 痛い一億円               | 久保寺犬 | 坂口尚   |
| 20   | 8月30日       | 夫婦善哉                 | 安藤豊弘 | 坂口尚   |
| 21   | 9月6日        | 許せない裏切り           | 安藤豊弘 | 坂口尚   |
| 21   | 9月6日        | 祭りだわっしょい相撲大会 | 安藤豊弘 | 坂口尚   |
| 22   | 9月13日       | 可愛いペットちゃん       | 安藤豊弘 | 坂口尚   |
| 22   | 9月13日       | タコ坊の誕生日           | 安藤豊弘 | 坂口尚   |
| 23   | 9月20日       | ダメおやじ先生大登場     | 久保寺犬 | 坂口尚   |
| 23   | 9月20日       | お嫁に行かないで         | 安藤豊弘 | 坂口尚   |
| 24   | 9月27日       | おかしなおかしな運動会   | 安藤豊弘 | 坂口尚   |
| 24   | 9月27日       | 台風騒動                 | 安藤豊弘 | 坂口尚   |
| 25   | 10月2日       | 雨野家の漂流記           | 安藤豊弘 | 坂口尚   |
| 25   | 10月2日       | ダメおやじの愛と誠       | 依田文夫 | 坂口尚   |
| 26   | 10月9日       | タコ坊の弟               | 安藤豊弘 | 坂口尚   |
| 26   | 10月9日       | 弟の名前はイカ太郎       | 安藤豊弘 | 坂口尚   |

- 7月5日は『紅白芸能人水上競技大会』（19:05 - 20:56）のため休止。
- 7月26日はプロ野球中継（19:05 - 20:56）のため休止。

### 放送局
| 放送地域       | 放送局           | 放送日時                  | 備考                                               |
| -------------- | ---------------- | ------------------------- | -------------------------------------------------- |
| 関東広域圏     | 東京12チャンネル | 金曜 19:30 - 20:00        | 幹事局                                             |
| 北海道         | 北海道放送       | 日曜 18:00 - 18:30        | 19話で終了。                                       |
| 福島県         | 福島中央テレビ   | 金曜 18:00 - 18:30        | 1975年4月から放送。                                |
| 山梨県         | テレビ山梨       | 木曜 18:00 - 18:30        |                                                    |
| 静岡県         | 静岡第一テレビ   | 月曜 - 金曜 18:00 - 18:30 | 1981年頃に放送。本放送時、静岡第一テレビは未開局。 |
| 石川県         | 石川テレビ       | 月曜 - 金曜 16:40 - 16:55 | 1981年頃に放送。                                   |
| 中京広域圏     | 中京テレビ       | 金曜 18:00 - 18:30        |                                                    |
| 近畿広域圏     | 朝日放送         | 日曜 18:00 - 18:30        |                                                    |
| 鳥取県・島根県 | 山陰中央テレビ   | 土曜 18:00 - 18:30        |                                                    |
| 広島県         | 広島ホームテレビ | 月曜 - 金曜 18:00 - 18:30 | 15話で終了。                                       |

## 映画版
1973年11月22日に松竹系で公開。

### キャスト
- 雨野 大助（演 - 三波伸介）
- 雨野 冬子（演 - 倍賞美津子）
- 雨野 タコ坊（演 - 佐野伸寿）
- 南村 由美子（演 - 吉田日出子）
- 南村 不二夫（演 - 小山田宗徳）
- 瀬戸 すみれ（演 - 新藤恵美）
- 銀平（演 - 大宮敏充）
- 豊子（演 - 浅香光代）
- 黒江（演 - 穂積隆信）
- 二号さん（演 - 有崎由見子）
- 主婦（演 - 井手瑞恵）
- 牧師（演 - 武藤章生）
- ボーイ（演 - 伊東四朗）
- 社長（演 - 豊島泰三）
- 葬儀屋（演 - 三遊亭圓楽 (5代目))

### スタッフ
- 監督：野村芳太郎
- 製作：杉崎重美
- 脚本：野村芳太郎、ジェームス三木
- 撮影：川又昂
- 美術：重田重盛
- 編集：太田和夫
- 音楽：青山八郎
- 助監督：大江英夫

### ビデオソフト
- 1980年代に松竹ホームビデオから、テレビサイズのビデオが2万9000円で発売されていた[21]。
- その後ビデオソフトが再発されることがなく視聴困難な状態が続いていたが、2012年3月28日に松竹からDVDが発売された。

## その他
- アニメ化される前、同じ古谷の漫画『マンダム親子』のイメージソング『銭＄ソング』のB面に、イメージソング『ダメおやじ』が収録された。作詞は赤塚不二夫、作曲は鈴木征一、歌は白木みのると、全て『銭＄ソング』と同じ。
- 作曲家の山本正之がデビュー以前、杉本真人を通じてイメージソング「ダメおやじのブルース」を持ち込んだことがある。結局採用はされなかったが、もし採用されていれば燃えよドラゴンズ!に始まる一連の作品は無かったのではないかと言われている[誰によって?]。後に「ダメおやじのブルース」は原曲である「それでも私は生きてきた」の名で発表されている。
- 1975年にエレックレコードからリリースされたまりちゃんズのセカンドシングル「ひがみブルース・尾崎家の祖母（ババァ）」のジャケットにはまりちゃんズのライブの観客としてつまらなそうに見ているダメおやじ、パイプ椅子をぶったおして爆睡するオニババ冬子、そして珍しいものを見るかのようなイカ太郎が描かれている。またファーストアルバム『三巴狂歌』ジャケットではダメおやじ一家の様子が描かれている。
- 1979年には公共広告機構（現：ACジャパン）の家庭教育キャンペーン「言葉が、凶器になる」（テレビCM・新聞広告のみ）にて冬子（鬼ババ）とタコ坊が登場した[22]。内容は冬子がタコ坊に向かって罵詈雑言を浴びせるというもの[23]。このCMのテーマは「愛情のない親の叱り方は子供の心を傷つける」である。ちなみにテレビCMにおける冬子の声は女優である此島愛子が担当した[24]。また翌年（1980年）には関東地区の新聞掲載ではあるが、「言葉は、励みになる」では優しい冬子が温かい目でタコ坊を励ますと言う内容となっている。それと同時製作された「お父さんは、ケチじゃないッ」（新聞・雑誌広告のみ）では欲しいものをねだるタコ坊に対し、ダメおやじが「ダメだ」とばかりに態度を頑なにすると言う「甘やかさないことも大事」と訴える内容である。
- マイウェイ編9巻の『夢の国ってどんな国』には『釣りバカ日誌』の浜崎伝助が登場し、ダメおやじに自分にとってのユートピアを問われている。